# 1795
1795 (MDCCXCV) je bilo navadno leto, ki se je po gregorijanskem koledarju začelo na četrtek, po 11 dni počasnejšem julijanskem koledarju pa na ponedeljek.

## Dogodki
- Ukinitev Krone kraljevine Poljske (ustanovljena 1385)

## Rojstva
- 4. december - Thomas Carlyle, škotski satirik, esejist in zgodovinar († 1881)
- 8. december - Peter Andreas Hansen, dansko-nemški astronom († 1874)